# Eržen, Eržen
Eržen (nemško Irschen) je naselje v Občini Eržen v Okraju Špital ob Dravi  na Koroškem v Avstriji.